# Santiago Emiliano González
Santiago Emiliano González Areco (Montevideo, 11 giugno 1992) è un ex calciatore uruguaiano, di ruolo attaccante.

## Carriera

### Club
Ha giocato nella massima serie dei campionati uruguaiano e statunitense.